# Wittenbergisches Wochenblatt
Wittenbergisches Wochenblatt war eine Zeitschrift, die erstmals 1768 und das letzte Mal 1785 erschienen ist. Das Wittenbergische Wochenblatt erschien wöchentlich an einem Samstag. Der Verleger der Zeitschrift war Karl Christian Dürr, Universitätsbuchdrucker.